# 緊身褲襪

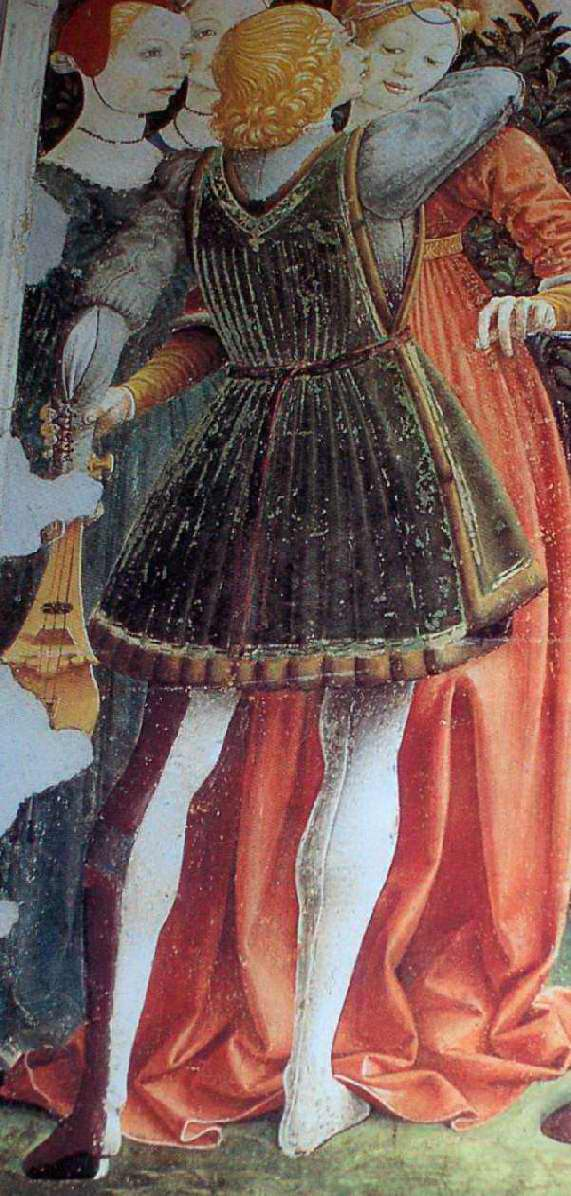
1470年佛罗伦萨的杂色紧身裤袜。

紧身裤袜（英語：Hose）是一种中世纪至17世纪期间流行于欧洲的男性服装。此服装最终被絲襪和马裤取代。

## 历史
早期的紧身裤袜的主要材质是羊毛。到了1545年，手工编织技术得到提升，针织式裤袜变得非常时尚，贵族男士穿着丝绸编织，十分精细。
15世纪的紧身裤袜常常是杂色的，也就是说紧身裤袜在两条腿上的颜色各不相同，甚至是同一条腿的颜色都不一样。这些紧身裤袜仍然对现代服装有着巨大的影响力，如现代裤袜。
1560年，英国女王伊丽莎白一世收到了她的第一双针织紧身长袜，她是第一个穿着长袜并且有历史记载的知名女性。
16世纪时，紧身裤袜分化为两大类：马裤和丝袜。
16世纪中期至17世纪初，流行的紧身裤袜有很多种，当中包括了：
- Trunk hose，一种只有上半截的裤袜，有时下面还会另外穿一种袜子或打底裤。
- 宽松马裤（Slops或Galligaskins），一种只到膝盖下方的宽松裤袜。
- Pluderhosen，一种北歐式的紧身裤袜[1]。起源於德国，之后渐渐在中欧和东欧流行起来。[2]
- Venetians，一种只到膝盖下方的紧身裤袜。

## 图片

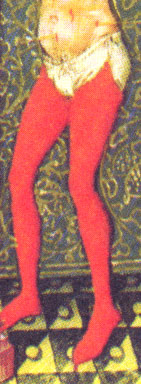
1440年，一种穿的时候把袜子系在腰带上的袜子。
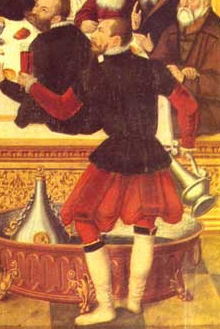
1565年，穿着Pluderhosen的仆人。
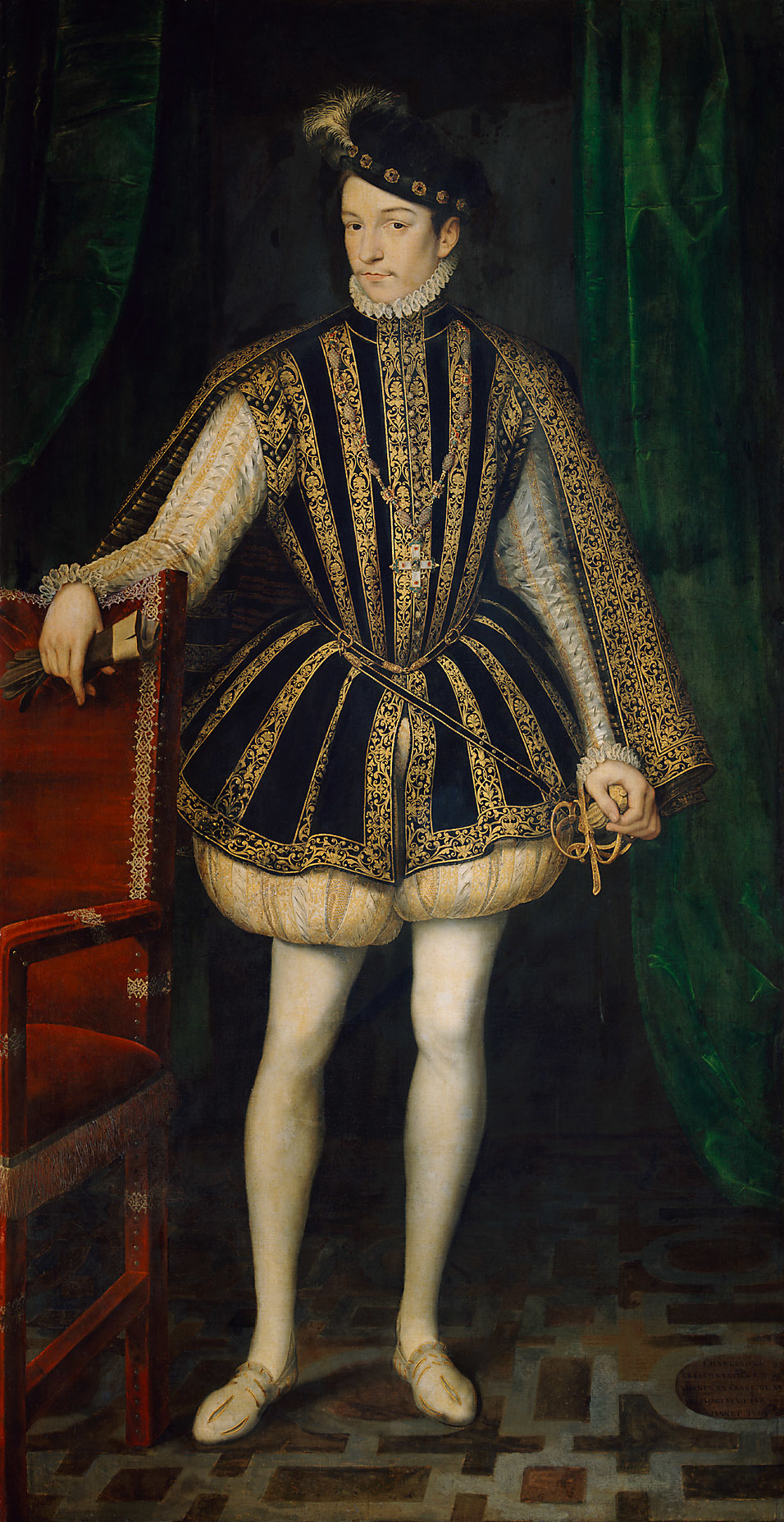
1566年，穿着紧身裤袜的查理九世。
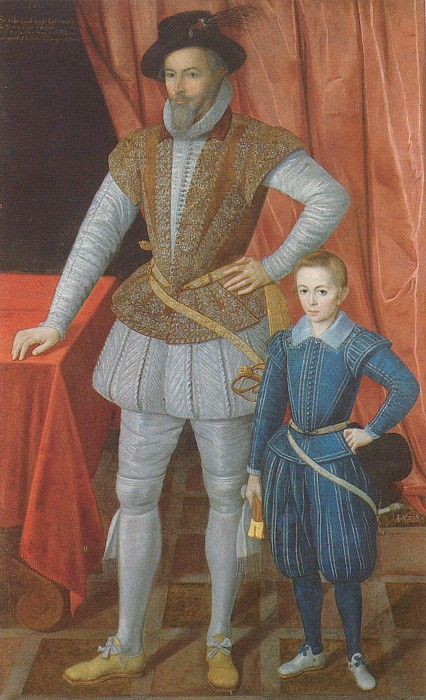
1602年，穿着Trunk hose的沃爾特·雷利，他的儿子则穿着宽松马裤。
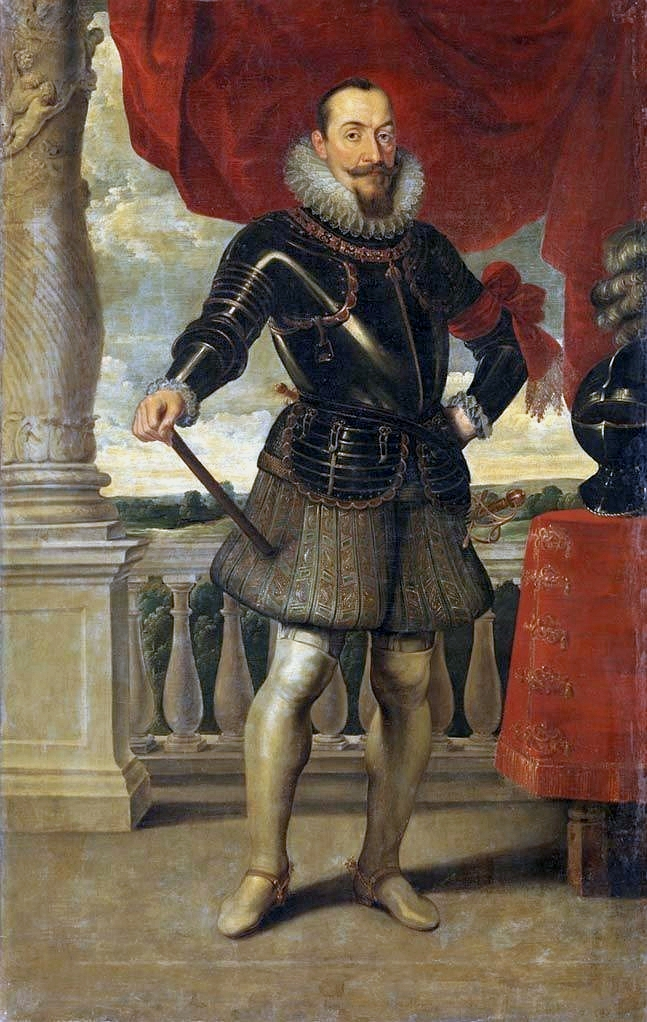
1620年，穿着西班牙式紧身裤袜的齐格蒙特三世。